# Möhlin
Möhlin (gsw. Mehli) – gmina (niem. Einwohnergemeinde) w Szwajcarii, w kantonie Argowia, w okręgu Rheinfelden. Liczy 11 088 mieszkańców (31 grudnia 2020). Leży w regionie Fricktal.